# Intechcentras
Intechcentras («Інтехцентр», скорочено ITC) – Литовська неприбуткова організація, яка є основним центром компетенції Литви в галузі оцифрування та інноваційних виробничих практик.

## Про організацію
Intechcentras був створений компанією Linpra у 2007 році з метою підвищення конкурентоспроможності промислових компаній та просування передових виробничих практик. За десять років свого існування він надав послуги більш ніж 300 промисловим компаніям, підготував кілька тисяч фахівців і організував понад 1200 тренінгів.